# Nikołaj Kakurin
Nikołaj Jewgienjewicz Kakurin (ros. Никола́й Евге́ньевич Каку́рин, ur. 23 sierpnia?/4 września 1883 w Orle, zm. 29 lipca 1936 w Jarosławiu) – rosyjski i radziecki dowódca wojskowy.

## Życiorys
Urodzony w rodzinie szlacheckiej. Ukończył gimnazjum w Żytomierzu, od 31 sierpnia 1893 służył w rosyjskiej armii, 1904 skończył Michajłowską Szkołę Artylerii, służył w 30 Brygadzie Artylerii i 18 Brygadzie Artylerii. W 1910 ukończył z 1 lokatą Nikołajewską Akademię Sztabu Generalnego, 26 listopada 1912 został starszym adiutantem sztabu 5 Dywizji Piechoty. 
Brał udział w I wojnie światowej, w styczniu 1915 został starszym adiutantem sztabu 10 Korpusu Armijnego. Do 6 grudnia 1915 był p.o. starszego adiutanta twierdzy Przemyśl, 6 grudnia 1915 został p.o. szefa sztabu 71 Dywizji Piechoty, a 10 sierpnia 1916 p.o. szefa sztabu 3 Zabajkalskiej Brygady Kozackiej, był w składzie oddziału korpusu gen. Baratowa działającego w Persji. W październiku 1917 z frontu udał się do Kijowa, gdzie przebywał również po zajęciu miasta przez armię niemiecką 1 marca 1918, następnie 8 marca 1918 wstąpił do armii URL, został pomocnikiem szefa Sztabu Generalnego URL, w kwietniu 1919 był oficerem sztabu 3 Korpusu armii URL, od kwietnia do lipca 1919 był szefem sztabu 4 Korpusu armii URL/Armii Galicyjskiej, od jesieni 1919 do marca 1920 pozostawał w rezerwie. Następnie udał się do Moskwy, gdzie 7 maja 1920 został aresztowany za służbę w armiach ukraińskiej i galicyjskiej, w czerwcu 1920 zwolniony. 
Po uwolnieniu wstąpił do Armii Czerwonej, 7 sierpnia 1920 został szefem sztabu 8 Dywizji Piechoty, z którą brał udział w wojnie z Polską – w marszu Armii Czerwonej na Warszawie i późniejszych walkach. Od 17 do 22 października 1920 był tymczasowym dowódcą 4 Armii, od 24 października do 21 grudnia 1920 dowódcą 3 Armii, po rozformowaniu której 28 grudnia 1920 został II zastępcą dowódcy Frontu Zachodniego Michaiła Tuchaczewskiego. Po mianowaniu Tuchaczewskiego dowódcą Tambowskiej Grupy Wojsk został szefem sztabu tej grupy wojsk, 1921 dowodził wojskami rejonu witebskiego, następnie objął katedrę taktyki w Wojskowej Akademii Armii Czerwonej, 25 marca 1922 objął dowództwo wojsk rejonu bocharsko-fergańskiego, 17 czerwca 1922 został skierowany na Front Turkiestański, gdzie dowodził walkami z basmaczami. Zachorował na malarię i wrócił do Moskwy, po wyleczeniu od sierpnia 1922 ponownie był wykładowcą taktyki w Wojskowej Akademii Armii Czerwonej, 1923 został szefem Wydziału Historii Wojny Domowej przy Sztabie Armii Czerwonej, 1925-1930 pracował w Wojskowej Akademii im. Frunzego.
19 sierpnia 1930 został aresztowany, 19 lutego 1932 skazany na 10 lat więzienia, zmarł w Więzieniu Jarosławskim.

## Awanse
- Podporucznik (9 sierpnia 1904)
- Porucznik (10 sierpnia 1907)
- Sztabskapitan (23 maja 1910)
- Kapitan (6 grudnia 1912)
- Podpułkownik (6 grudnia 1915)
- Pułkownik (15 sierpnia 1917)

## Odznaczenia
- Order Świętej Anny III klasy z Mieczami i Kokardą
- Order Świętej Anny IV klasy
- Order Świętego Stanisława II klasy z Mieczami (13 marca 1916)
- Order Świętego Stanisława III klasy z Mieczami i Kokardą
- Order Świętego Włodzimierza IV klasy z Mieczami i Kokardą
- Order Czerwonego Sztandaru (11 listopada 1921)